# Cmentarz ewangelicko-reformowany w Warszawie

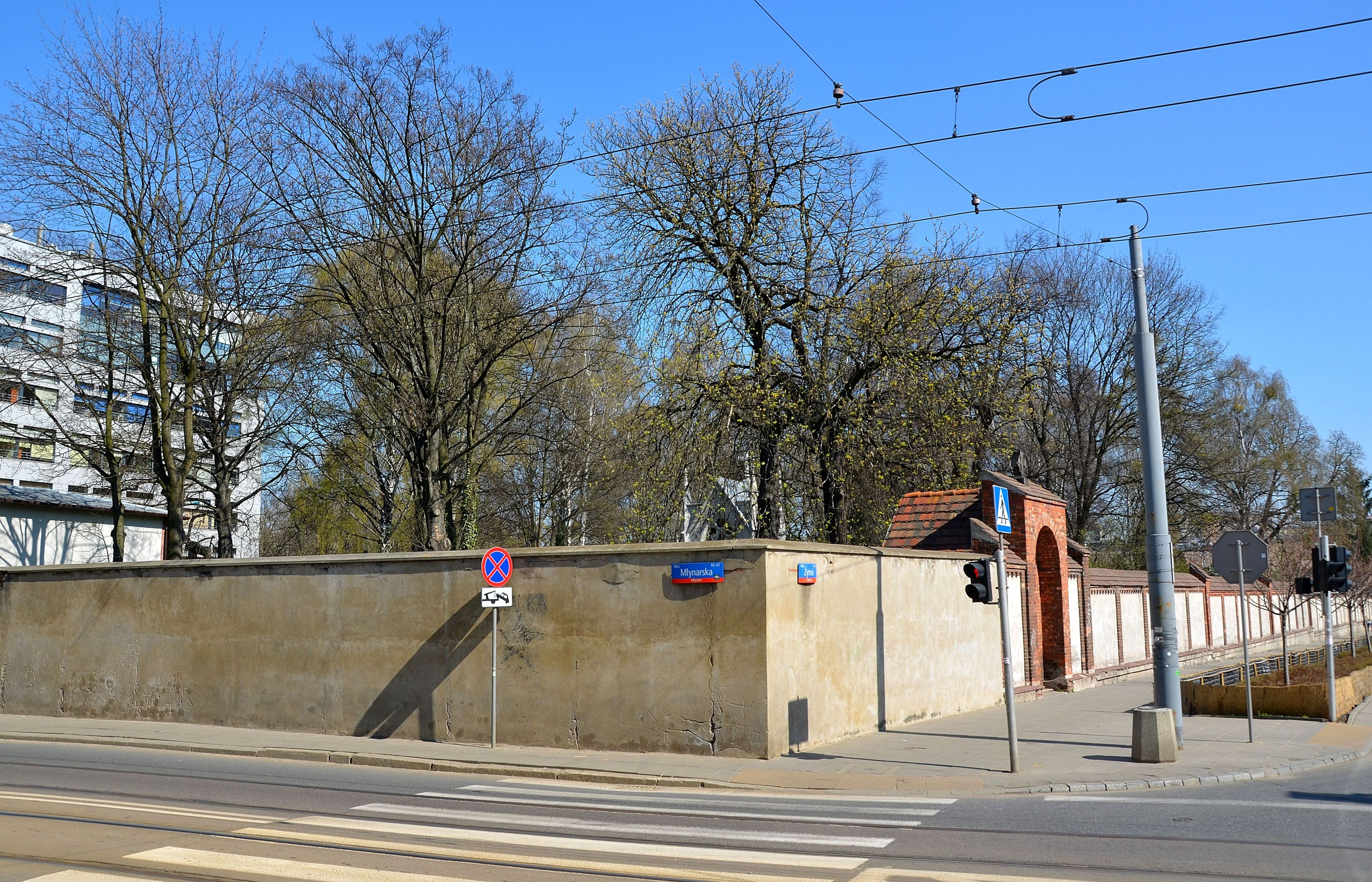
Cmentarz od strony ulicy Młynarskiej

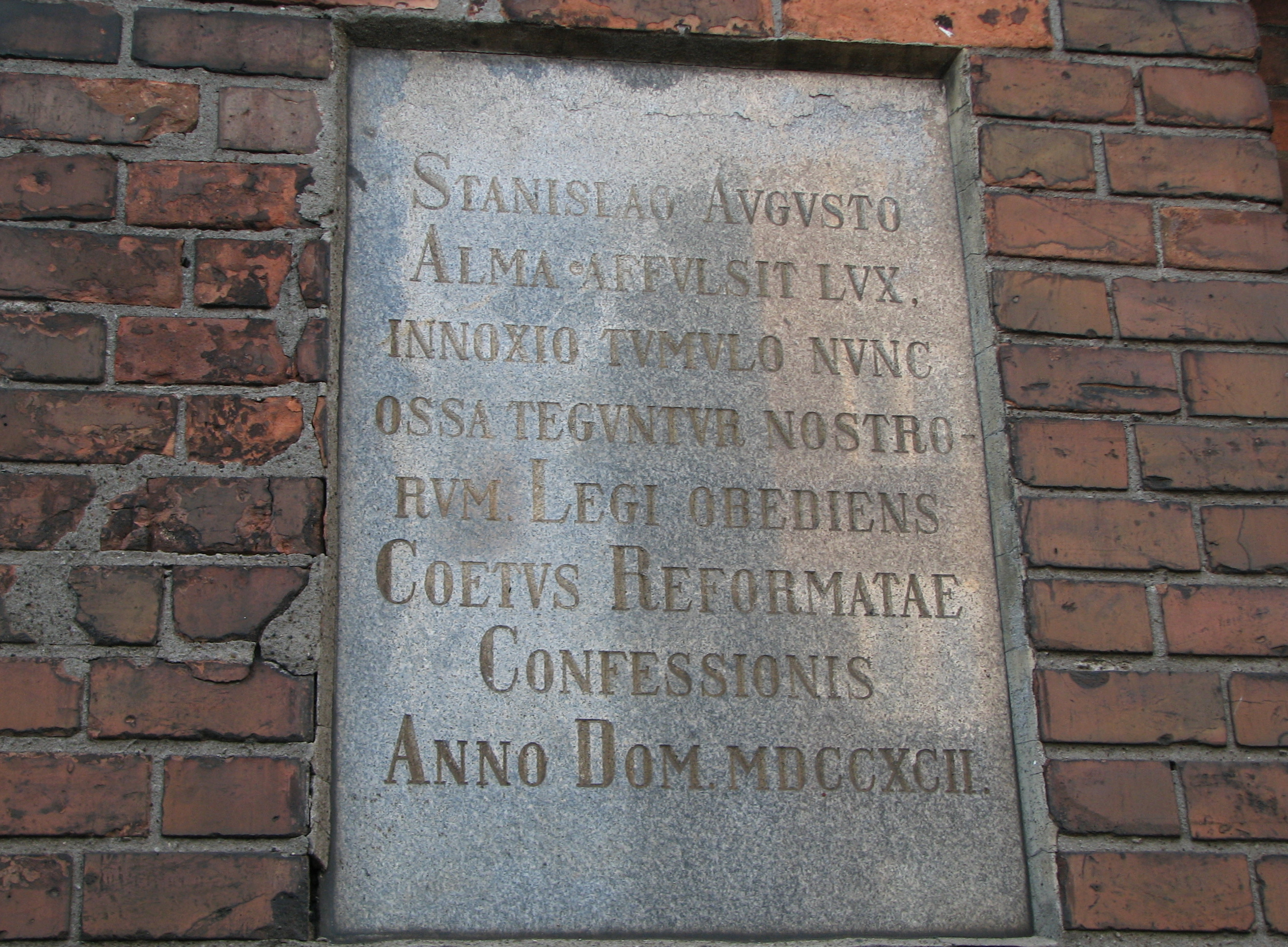
Tablica przy bramie głównej

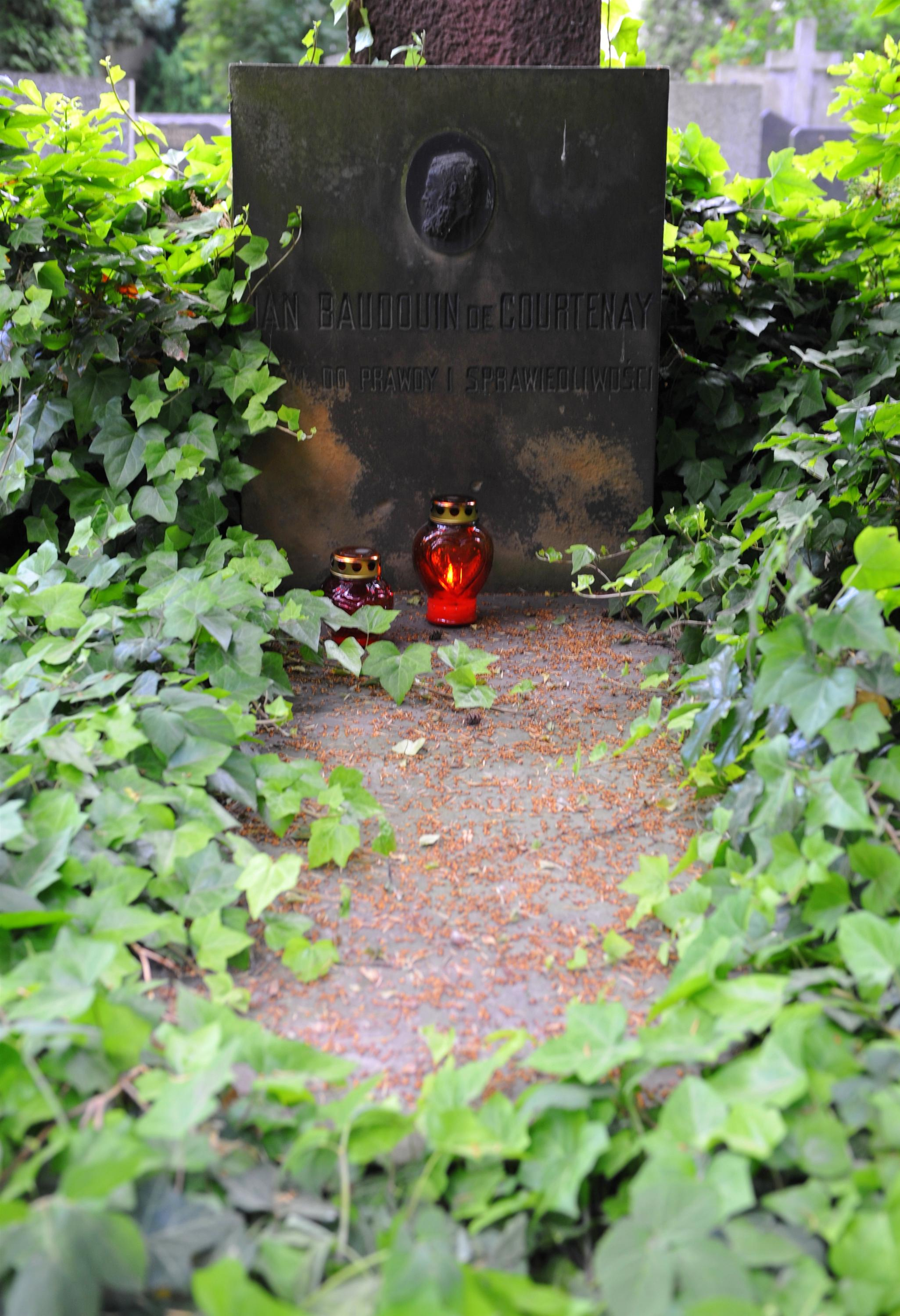
Grób Jana Baudouin de Courtenay

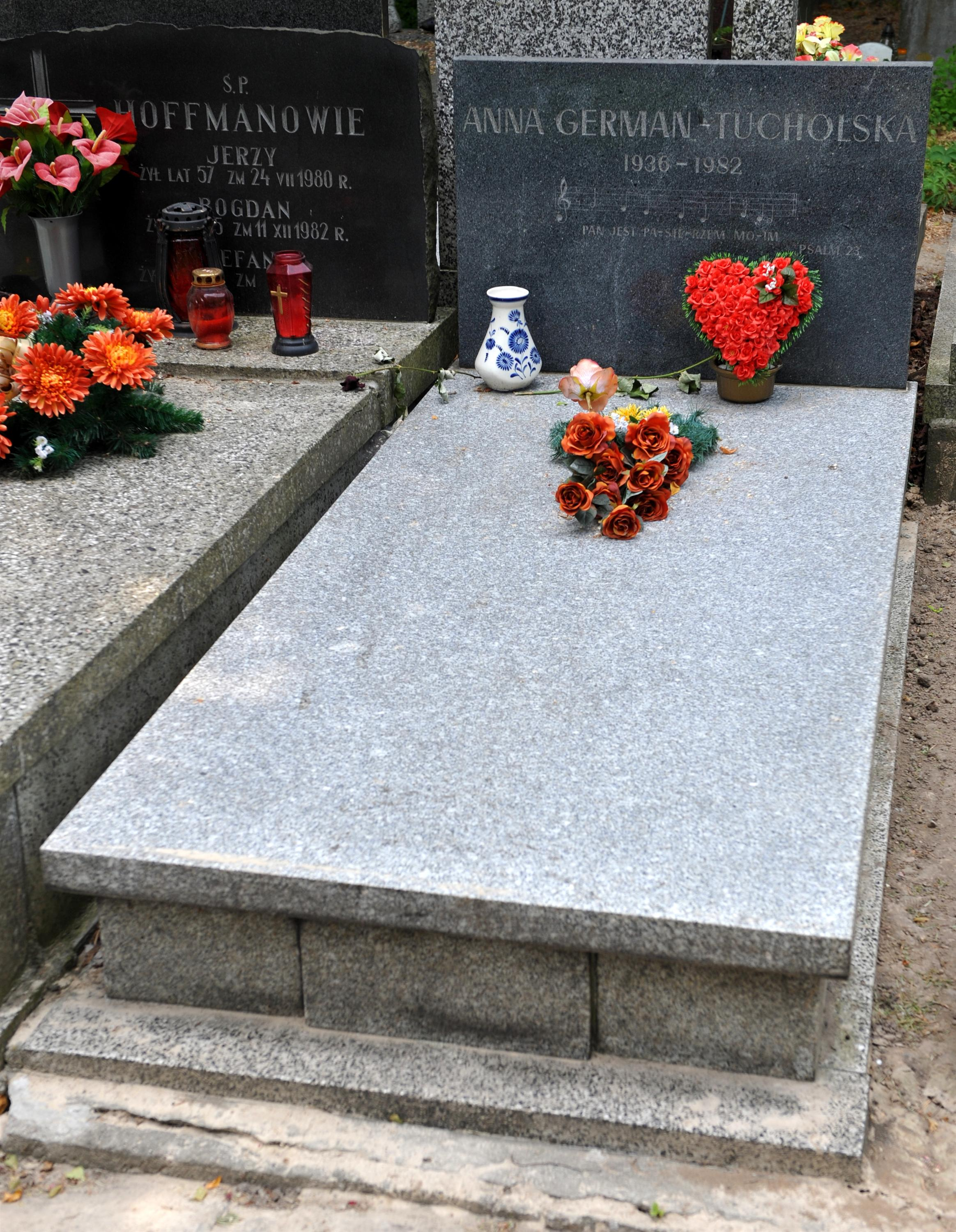
Grób Anny German

Cmentarz ewangelicko-reformowany – zabytkowy cmentarz protestancki znajdujący się przy ul. Żytniej 42 róg ul. Młynarskiej w dzielnicy Wola w Warszawie.

## Historia
Nekropolia została założona w 1792 (zachowana tablica erekcyjna znajduje się na słupie głównej bramy przy ul. Młynarskiej) dla wiernych Kościoła Ewangelicko-Reformowanego, pod którego opieką pozostaje do dziś.
W 1794 i 1831 cmentarz został poważnie zniszczony.
W czasie powstania warszawskiego 1944 roku na jego terenie toczyły się ciężkie walki. Cmentarz został wówczas częściowo zniszczony. Spłonęła m.in. cała dokumentacja cmentarna oraz część zabudowy.
Na cmentarzu znajduje się kaplica rodowa – jest nią grób Kronenbergów. Odgrywała ona rolę domu przedpogrzebowego od 1945 do 1983, kiedy to wybudowano nowy gmach, który swoją neogotycką architekturą pasuje do otoczenia (znajduje się on w najstarszej części cmentarza, bez prawie żadnego grobu powojennego).
Na cmentarzu spoczywają również wyznawcy innych niż Kościół Ewangelicko-Reformowany kościołów protestanckich i Kościoła Anglikańskiego oraz osoby bezwyznaniowe.
W 1965 roku nekropolia została wpisana do rejestru zabytków. W 2014 roku, razem z pięcioma innymi nekropoliami tworzącymi zespół zabytkowych cmentarzy wyznaniowych na Powązkach, został uznany za pomnik historii.

## Osoby pochowane na cmentarzu
- Michał Arct (1840–1918) – księgarz, wydawca
- Jan Baszkiewicz (1930–2011) – prawnik, historyk, politolog
- Witold Bender (1930–2015) – archeolog, nauczyciel akademicki, prezes Synodu Kościoła Ewangelicko-Reformowanego w RP
- Karol Beyer (1817–1877) – fotograf, numizmatyk, kolekcjoner
- Jan Niecisław Baudouin de Courtenay (1845–1929) – językoznawca
- Jadwiga Bornsteinowa (1877–1971) – bibliotekarka
- Stefan Brzozowski (1930–2008) – inżynier elektryk, reżyser światła, wykładowca w warszawskiej PWST
- Jan Stanisław Bystroń (1890–1962) – etnolog, folklorysta, historyk kultury
- Ludwik Cohn (1902–1981) – adwokat, działacz socjalistyczny, jeden z założycieli KOR-u
- Lucyna Ćwierczakiewiczowa (1829–1901) – autorka popularnych książek kucharskich
- August Karol Diehl (1837–1908) – superintendent generalny Kościoła Ewangelicko-Reformowanego w RP
- Tadeusz Doktór (1950−2007) – polski psycholog i socjolog religii
- Waldemar Dziki (1956–2016) – reżyser, producent filmowy
- Barbara Enholc-Narzyńska (1931-2019) – działaczka ekumeniczna, delegatka Polskiej Rady Ekumenicznej do PRON.
- Ryszard Gerlicz (1906-1973) - inżynier dróg i mostów
- Anna German (1936–1982) – piosenkarka
- Aleksander Gins (1821–1908) – drukarz, właściciel drukarni
- Stanisław Janicki (1872–1939) – polski meliorant, działacz rolniczy, polityk, minister
- Tadeusz Jarosz (1931–2011) – duchowny, inżynier
- Juliusz Kaden-Bandrowski (1885–1944) – pisarz, publicysta
- Jacek Karpiński (1927–2010) – konstruktor, informatyk, żołnierz Batalionu Zośka
- Tadeusz Karszo-Siedlewski (1893–1939) – przemysłowiec, senator II RP
- Aleksander Kircun (1905–1989) – duchowny, zwierzchnik Polskiego Kościoła Chrześcijan Baptystów
- Marian Kociniak (1936–2016) – aktor
- Janusz Kosiński (1944–2008) – dziennikarz muzyczny
- Leopold Stanisław Kronenberg (1812–1878) – finansista, ziemianin
- Stanisław Leopold Kronenberg (1846–1894) – finansista
- Zofia Lejmbach (1901–1995) – prof. med., działaczka niepodległościowa, pierwsza kobieta prezes Konsystorza Kościoła Ewangelicko-Reformowanego RP
- Adam Łysakowski (1895–1952) – bibliotekarz, bibliolog, dyrektor Państwowego Instytutu Książki w Łodzi oraz Instytutu Bibliograficznego w Warszawie.
- Zygmunt Malanowicz (1938–2021) – polski aktor
- Tola Mankiewiczówna (1900–1985) – polska aktorka, piosenkarka i śpiewaczka operowa
- Leon Majman (1911–2007) – dyplomata
- Bohdan Marconi (1894–1975) – konserwator obrazów
- Władysław Marconi (1848–1915) – architekt
- Antoni Marianowicz (1924–2003) – pisarz, poeta, satyryk
- Kazimierz Mijal (1910–2010) – polityk, minister
- Zofia Mrozowska (1922–1983) – aktorka
- Kazimierz Muranty (1925–2004) – oficer lotnictwa, duchowny Zjednoczonego Kościoła Ewangelicznego
- Marceli Nencki (1847–1901) – fizjolog
- Jan Niewieczerzał (1914–1981) – Superintendent generalny Kościoła Ewangelicko-Reformowanego w RP, z tytułem biskupa Kościoła
- Ludwik Norblin (1836–1914) – przemysłowiec warszawski, założyciel Towarzystwa Akcyjnego "Norblin, Bracia Buch i T.Werner"
- Bolesław Olszewicz (1893–1972) – geograf, kartograf
- Kazimierz Orzechowski (1878–1942) – lekarz neurolog
- Stanisław Prauss – konstruktor lotniczy (brat Tadeusza)
- Tadeusz Prauss – symbolicznie – pułkownik pilot, Dowódca Lotnictwa Armii „Modlin”, zamordowany w Katyniu (brat Stanisława)
- Adam Próchnik (1892–1942) – historyk, działacz socjalistyczny i oświatowy
- Jeremi Przybora (1915–2004) – poeta, autor, pisarz, współtwórca (wraz z Jerzym Wasowskim) telewizyjnego "Kabaretu Starszych Panów"
- Juliusz Rawicz (1936–2013) – dziennikarz prasowy, jeden z założycieli „Gazety Wyborczej”
- Marek Ludwik Reverdil – bibliotekarz króla Stanisława Augusta Poniatowskiego
- Irena Semadeni z Konopackich (1901–1984) – chirurg-stomatolog
- Tadeusz Semadeni (1902–1944) – sędzia, uważany za ojca sportu pływackiego w Polsce
- Władysław Semadeni (1865–1930) – superintendent generalny Kościoła Ewangelicko-Reformowanego w RP
- Karol Sierakowski (1747–1820) – generał, profesor Szkoły Rycerskiej
- Józef Simmler (1823–1868) – malarz
- Bronisław Zygmunt Siwik (1878–1933) – działacz PPS
- Barbara Skarga (1919–2009) – filozofka
- Hanna Skarżanka (1917–1992) – aktorka
- Stefan Skierski (1873–1948) – superintendent generalny Kościoła Ewangelicko-Reformowanego w RP
- Katarzyna Antonina Sowińska (1776–1860) – polska działaczka patriotyczna i charytatywna, żona generała Józefa Longina Sowińskiego
- Władysław Spasowski (1877–1941) – filozof, pedagog
- Michał Stankiewicz (1923–1985) – duchowny, zwierzchnik Polskiego Kościoła Chrześcijan Baptystów
- Aniela Steinsbergowa (1896–1988) – prawniczka, społeczniczka, tłumaczka, współzałożycielka Komitetu Obrony Robotników i Komitetu Samoobrony Społecznej „KOR”
- Andrzej Szczypiorski (1928–2000) – pisarz, polityk
- Janusz Szpotański (1929–2001) – pisarz, szachista
- Jan Świderski (1904–1988) – chemik, profesor Uniwersytetu Warszawskiego i Akademii Medycznej w Warszawie
- Bogdan Tranda (1929–1996) – proboszcz parafii ewangelicko-reformowanej w Warszawie
- Lech Tranda (1956–2012) – duchowny ewangelicko-reformowany
- Zdzisław Tranda (1925-2025) – duchowny ewangelicko-reformowany, biskup Kościoła ewangelicko-reformowanego w Polsce, prezes Polskiej Rady Ekumenicznej
- Paul Tremo (1733–1810) – kuchmistrz
- Tadeusz Tomaszewski (1910–2000) – psycholog
- Jan Walc (1948–1993) – historyk literatury, publicysta, działacz opozycji demokratycznej
- Teodor Werner (1836–1902) – złotnik, przemysłowiec, współzałożyciel Tow. Akc. Fabryk Metalowych "Norblin, Bracia Buch i T.Werner" w Warszawie
- Wacław Werner (1879–1948) – fizyk, wykładowca Politechniki Warszawskiej
- Wanda Wierzchleyska (1900–2012) – inżynier rolnik, najstarsza Polka w chwili śmierci
- Karol Fryderyk Woyda (1771–1845) – prezydent Warszawy
- Janusz Andrzej Zajdel (1938–1985) – pisarz, fizyk
- Monika Żeromska (1913–2001) – pisarka, malarka, córka Stefana Żeromskiego
- Stefan Żeromski (1864–1925) – prozaik, dramatopisarz, publicysta
- Wanda Żółkiewska (1909 lub 1912–1989) – pisarka